# Campionati mondiali di sollevamento pesi 2019 - +87 kg femminile
Le gare di sollevamento pesi della categoria oltre gli 87 kg femminile — pesi supermassimi — dei campionati mondiali del 2019 si sono svolte dal 26 al 27 settembre 2019 a Pattaya presso l'Eastern National Sports Training Center.

## Programma
L'orario indicato corrisponde a quello thailandese (UTC+07:00)
| Data              | Orario | Evento   |
| ----------------- | ------ | -------- |
| 26 settembre 2019 | 12:00  | Gruppo B |
| 27 settembre 2019 | 13:25  | Gruppo A |

## Medagliate
Per ciascun esercizio, le prime tre classificate sono le seguenti:
| Esercizio | Oro       | Oro    | Argento           | Argento | Bronzo      | Bronzo |
| --------- | --------- | ------ | ----------------- | ------- | ----------- | ------ |
| Strappo   | Li Wenwen | 146 kg | Tat'jana Kaširina | 140 kg  | Meng Suping | 137 kg |
| Slancio   | Li Wenwen | 186 kg | Tat'jana Kaširina | 178 kg  | Meng Suping | 174 kg |
| Totale    | Li Wenwen | 332 kg | Tat'jana Kaširina | 318 kg  | Meng Suping | 311 kg |

## Record
Prima di questa competizione, i record mondiali esistenti erano i seguenti:
| Record mondiale | Strappo | Li Wenwen         | 147 kg | Ningbo, Cina          | 28 aprile 2019   |
| Record mondiale | Slancio | Tat'jana Kaširina | 185 kg | Aşgabat, Turkmenistan | 10 novembre 2018 |
| Record mondiale | Totale  | Tat'jana Kaširina | 331 kg | Batumi, Georgia       | 13 aprile 2019   |

## Risultati
| Pos. | Atleta                      | Gr. | Peso atleta | Strappo (kg) | Strappo (kg) | Strappo (kg) | Strappo (kg) | Slancio (kg) | Slancio (kg) | Slancio (kg) | Slancio (kg) | Totale |
| Pos. | Atleta                      | Gr. | Peso atleta | 1            | 2            | 3            | Pos.         | 1            | 2            | 3            | Pos.         | Totale |
| ---- | --------------------------- | --- | ----------- | ------------ | ------------ | ------------ | ------------ | ------------ | ------------ | ------------ | ------------ | ------ |
|      | Li Wenwen (CHN)             | A   | 147.95      | 136          | 142          | 146          |              | 175          | 182          | 186          |              | 332    |
|      | Tat'jana Kaširina (RUS)     | A   | 108.25      | 140          | 140          | 140          |              | 173          | 173          | 178          |              | 318    |
|      | Meng Suping (CHN)           | A   | 120.65      | 131          | 137          | 140          |              | 173          | 174          | 183          |              | 311    |
| 4    | Kim Kuk-hyang (PRK)         | A   | 100.80      | 125          | 125          | 130          | 5            | 167          | 173          | 176          | 4            | 303    |
| 5    | Anastasija Lysenko (UKR)    | A   | 102.85      | 122          | 126          | 129          | 6            | 148          | 153          | 157          | 6            | 286    |
| 6    | Laurel Hubbard (NZL)        | A   | 138.15      | 120          | 125          | 131          | 4            | 145          | 150          | 154          | 8            | 285    |
| 7    | Sarah Robles (USA)          | A   | 145.40      | 120          | 125          | 129          | 7            | 155          | 160          | 163          | 5            | 285    |
| 8    | Son Young-hee (KOR)         | B   | 114.70      | 113          | 118          | 121          | 8            | 150          | 155          | 160          | 7            | 276    |
| 9    | Emily Campbell (GBR)        | A   | 120.00      | 114          | 118          | 118          | 13           | 145          | 149          | 153          | 9            | 267    |
| 10   | Verónica Saladín (DOM)      | A   | 128.65      | 120          | 125          | 126          | 9            | 140          | 145          | 145          | 12           | 265    |
| 11   | Nurul Akmal (INA)           | B   | 110.55      | 110          | 114          | 114          | 14           | 145          | 145          | 150          | 10           | 260    |
| 12   | Yaniuska Espinosa (VEN)     | B   | 114.30      | 110          | 113          | 115          | 12           | 140          | 144          | —            | 13           | 259    |
| 13   | Lisseth Ayoví (ECU)         | B   | 128.50      | 112          | 116          | 118          | 11           | 136          | 138          | 142          | 15           | 258    |
| 14   | Feagaiga Stowers (SAM)      | B   | 125.75      | 112          | 116          | 119          | 10           | 141          | 146          | 146          | 16           | 257    |
| 15   | Charisma Amoe-Tarrant (AUS) | B   | 135.20      | 101          | 106          | 111          | 16           | 137          | 142          | 145          | 14           | 248    |
| 16   | Iuniarra Sipaia (SAM)       | B   | 132.85      | 102          | 107          | 107          | 18           | 141          | 146          | 150          | 11           | 248    |
| 17   | Gladis Bueno (MEX)          | B   | 123.50      | 102          | 106          | 109          | 15           | 131          | 136          | 139          | 17           | 245    |
| 18   | Melike Günal (TUR)          | B   | 114.05      | 100          | 104          | 105          | 17           | 125          | 130          | 131          | 18           | 230    |
| 19   | Kuinini Manumua (TGA)       | B   | 108.05      | 90           | 93           | 96           | 19           | 105          | 110          | 115          | 19           | 211    |